# ال‌جی جی۴
ال‌جی جی۴ (به انگلیسی: LG G4) تلفن هوشمند اندرویدی توسعه داده شده توسط ال‌جی الکترونیک می‌باشد که در ۲۸ آوریل ۲۰۱۵ پرده برداری شد و ابتدا در کره جنوبی و در ۲۹ آوریل ۲۰۱۵ انتشار یافت. این، جانشین ال‌جی جی۳ سال ۲۰۱۴ است. این دستگاه الگوی طراحی خود را از جی۳ به ارث برده است.

## مشخصات

### طراحی

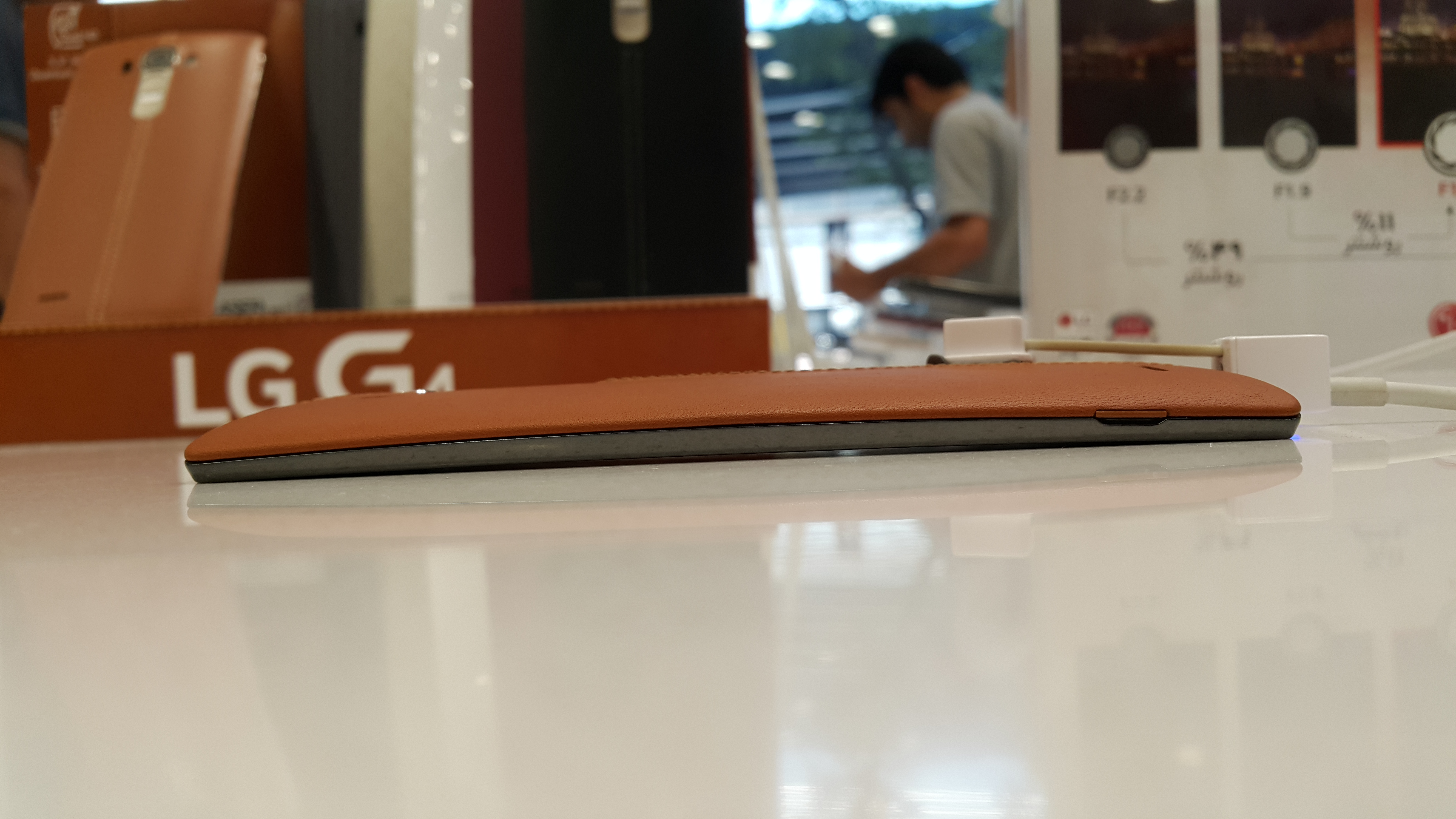
ضخامت

این تلفن هوشمند ۱۵۵ گرمی، در دو نسخه چرمی و پلاستیکی عرضه می‌شود. این دستگاه از اندروید ۵٫۱ به همراه رابط کاربری LG UX 4.0 UI بهره می‌برد که کاملاً با متریال دیزاین آمیخته شده‌است.

### صفحه نمایش

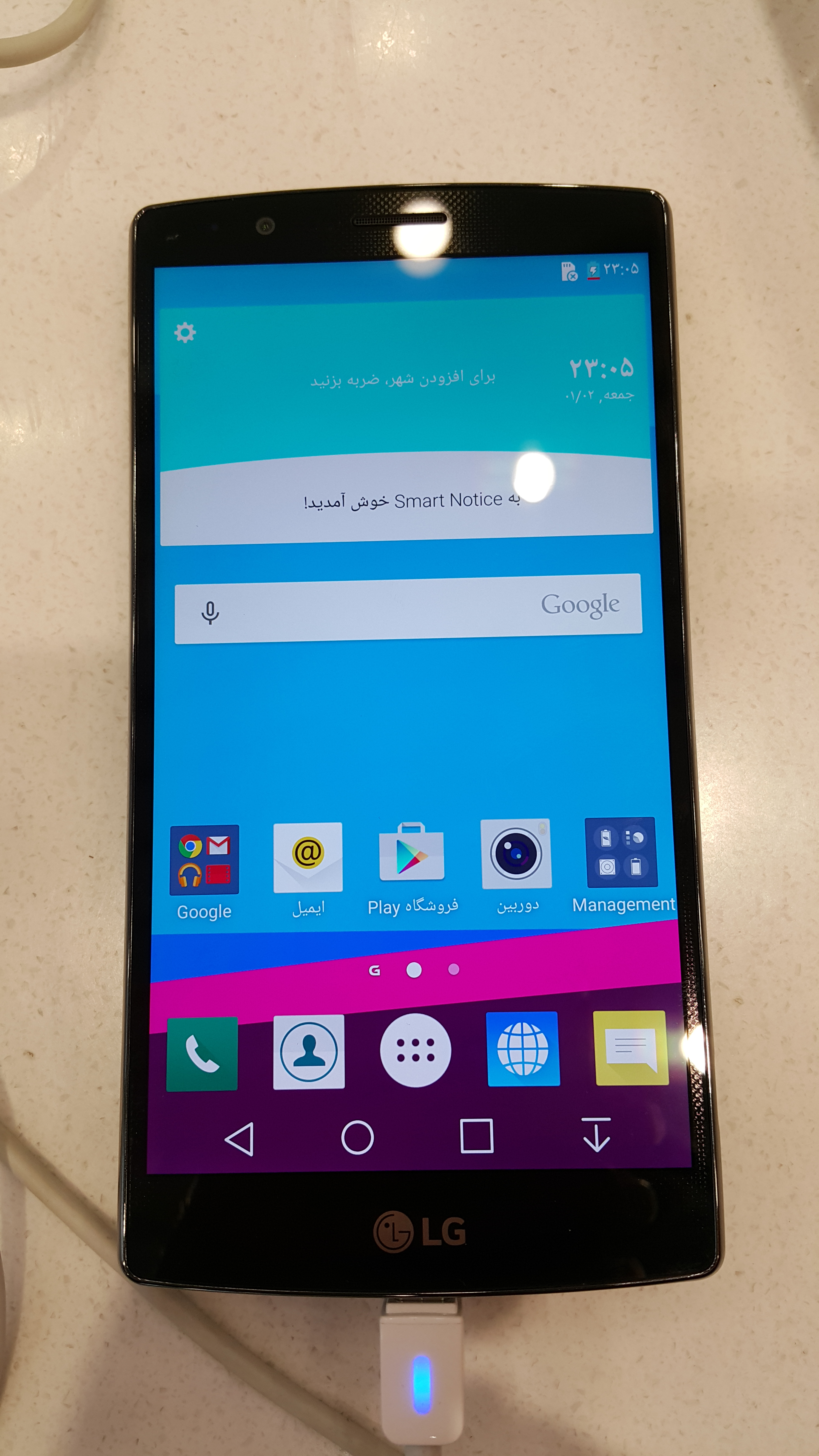
صفحه نمایش

صفحه نمایش ۵٫۵ اینچی این دستگاه، مانند نسل قبل، از رزولوشن کواد اچ‌دی در قالب آی‌پی‌اس ال‌سی‌دی بهره می‌برد. تراکم پیکسلی این صفحه نمایش برابر با ۵۳۸ پیکسل بر اینچ است که در حد رقبا می‌باشد. صفحه نمایش حدوداً ۷۲ درصد پنل جلویی را اشغال کرده‌است و این حاکی از حاشیه کم آن است.

### دوربین

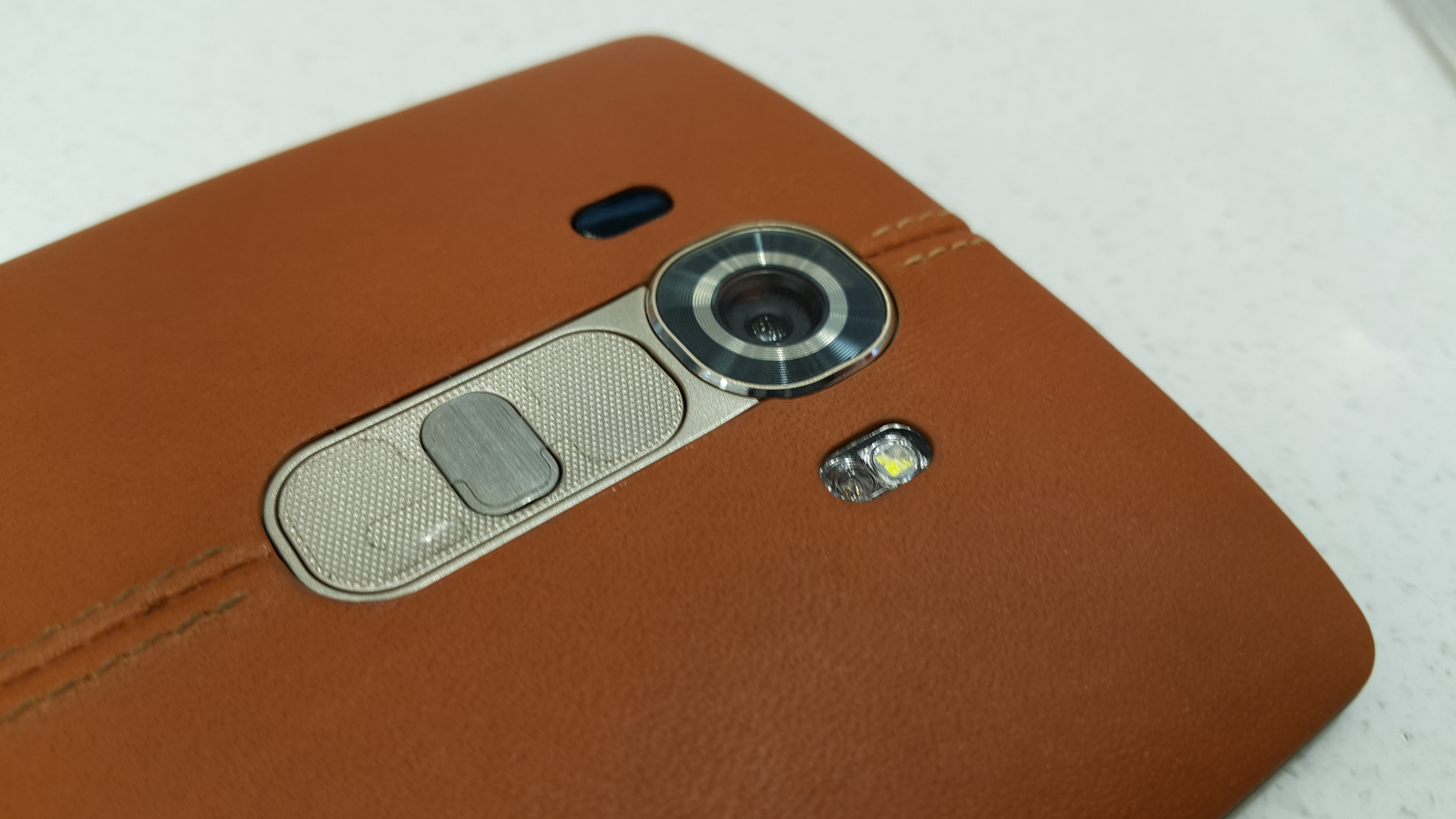
دوربین

دوربین ۱۶ مگاپیکسلی جی۴ حالا حرف‌های تازه‌ای برای گفتن دارد. گشادگی F1.8 در این دستگاه سبب جذب نور بیشتر و در نتیجه ثبت تصاویر بهتر می‌شود. همچنین، جی۴، برای مکالمه ویدئویی هم سعی بر استفاده از بهترین‌ها کرده و سنسوری ۸ مگاپیکسلی روی آن قرار داده است.

### سخت‌افزار
قلب تپنده جی۴، چیپ کوالکام اسنپ‌دراگون ۸۰۸ می‌باشد که از ۶ هسته با فرکانس ۱٫۸ گیگاهرتز و معماری ۶۴ بیت بهره می‌برد. معماری SoC این دستگاه براساس کورتکس ای۵۳ و ای۵۷ آرم می‌باشد. پردازنده گرافیکی این دستگاه، آدرنو ۴۱۸ می‌باشد که به همراه ۳ گیگابایت رم، همگی در کنار هم به پردازش می‌پردازند. از مهم‌ترین ویژگی‌های سخت‌افزاری این دستگاه این است که جی ۴ از کارت‌های حافظه تا حجم ۲ ترابایت پشتیبانی می‌کند. چنین کارت حافظه‌ای تاکنون ساخته نشده‌است.

### باتری
ال‌جی جی۴ از یک باتری ۳۰۰۰ میلی آمپری لیتیومی بهره می‌برد که زمان استند-بای آن، ۱۵٫۶ روز می‌باشد.

## نگارخانه

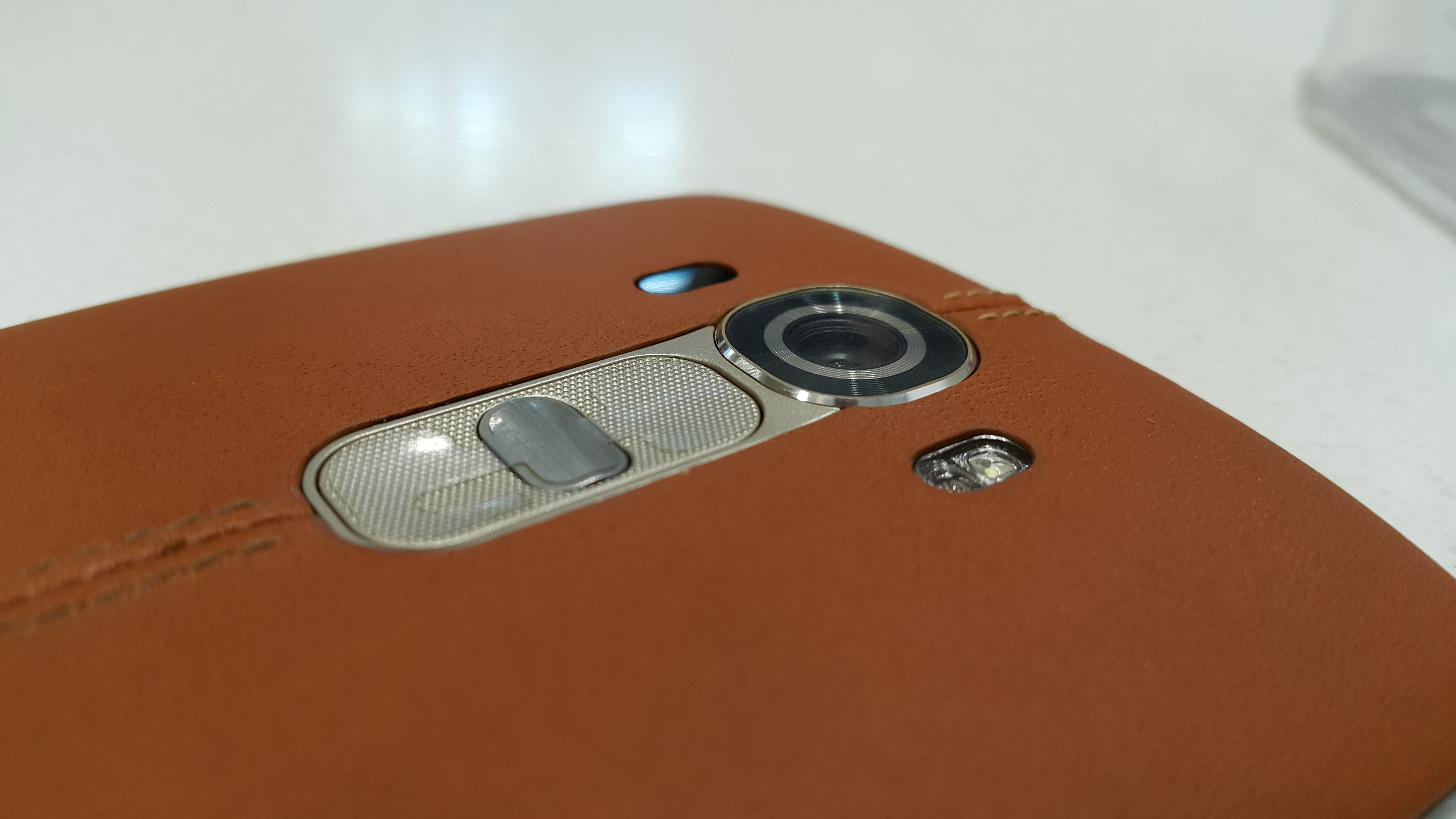
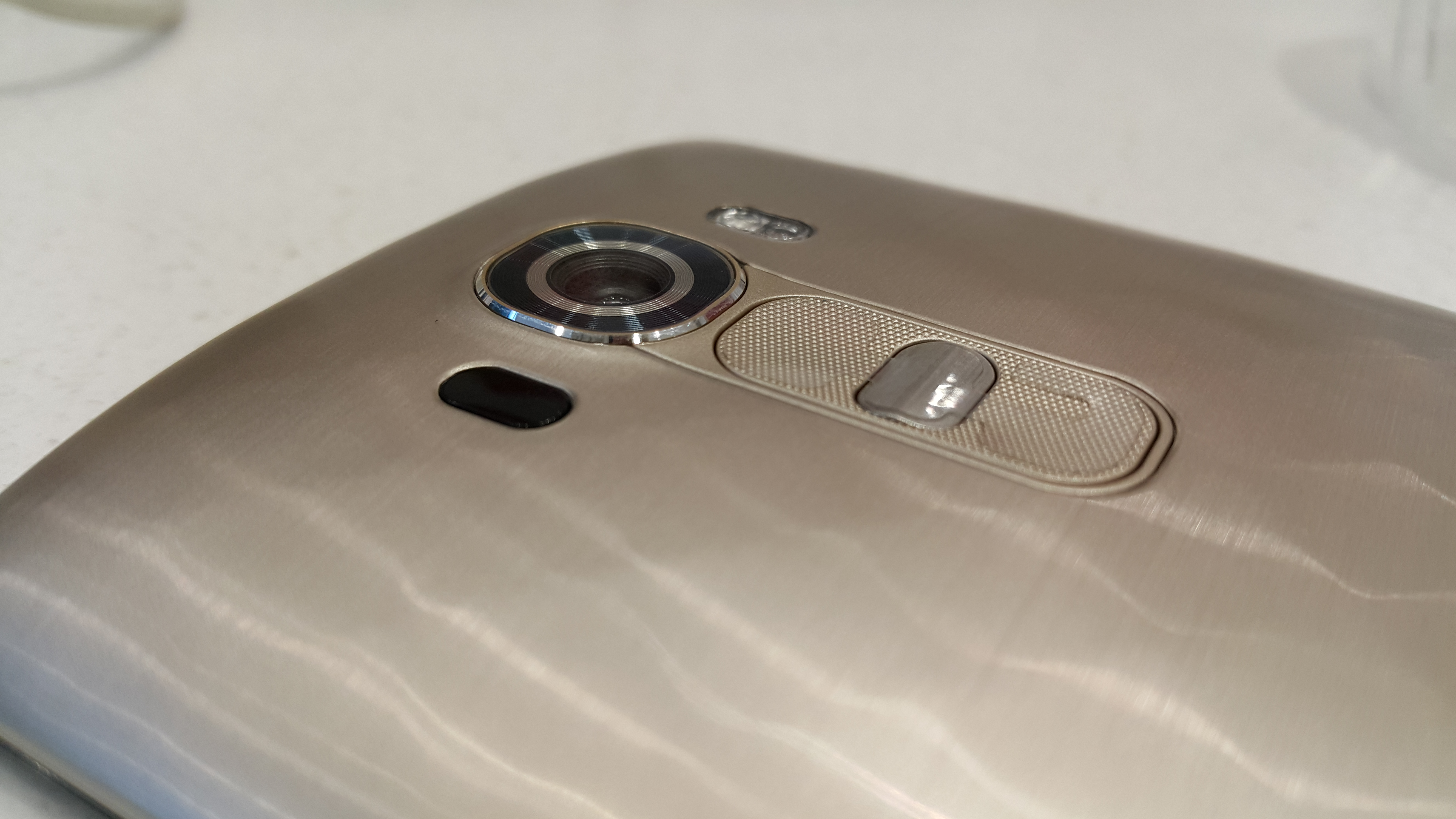
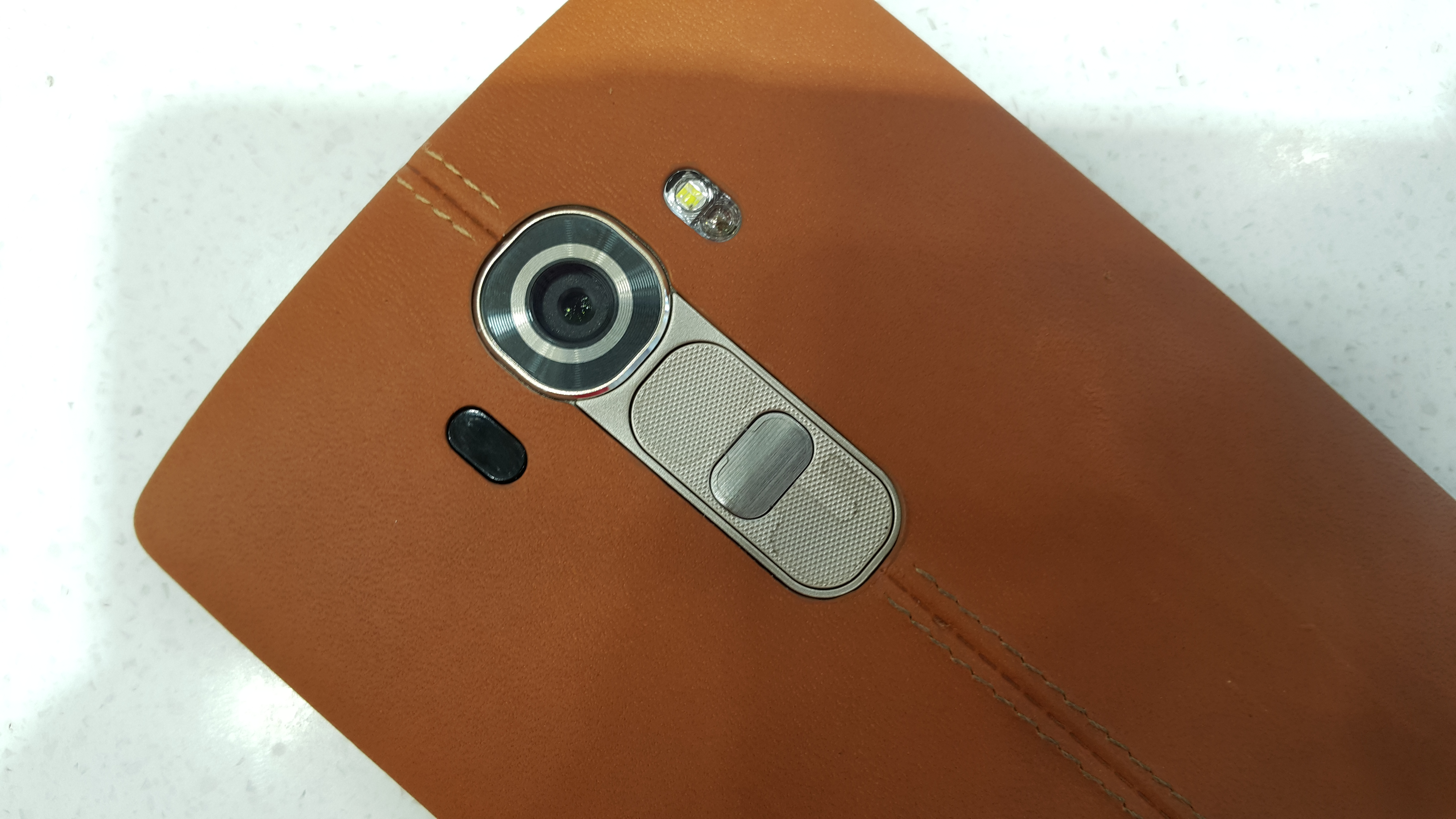
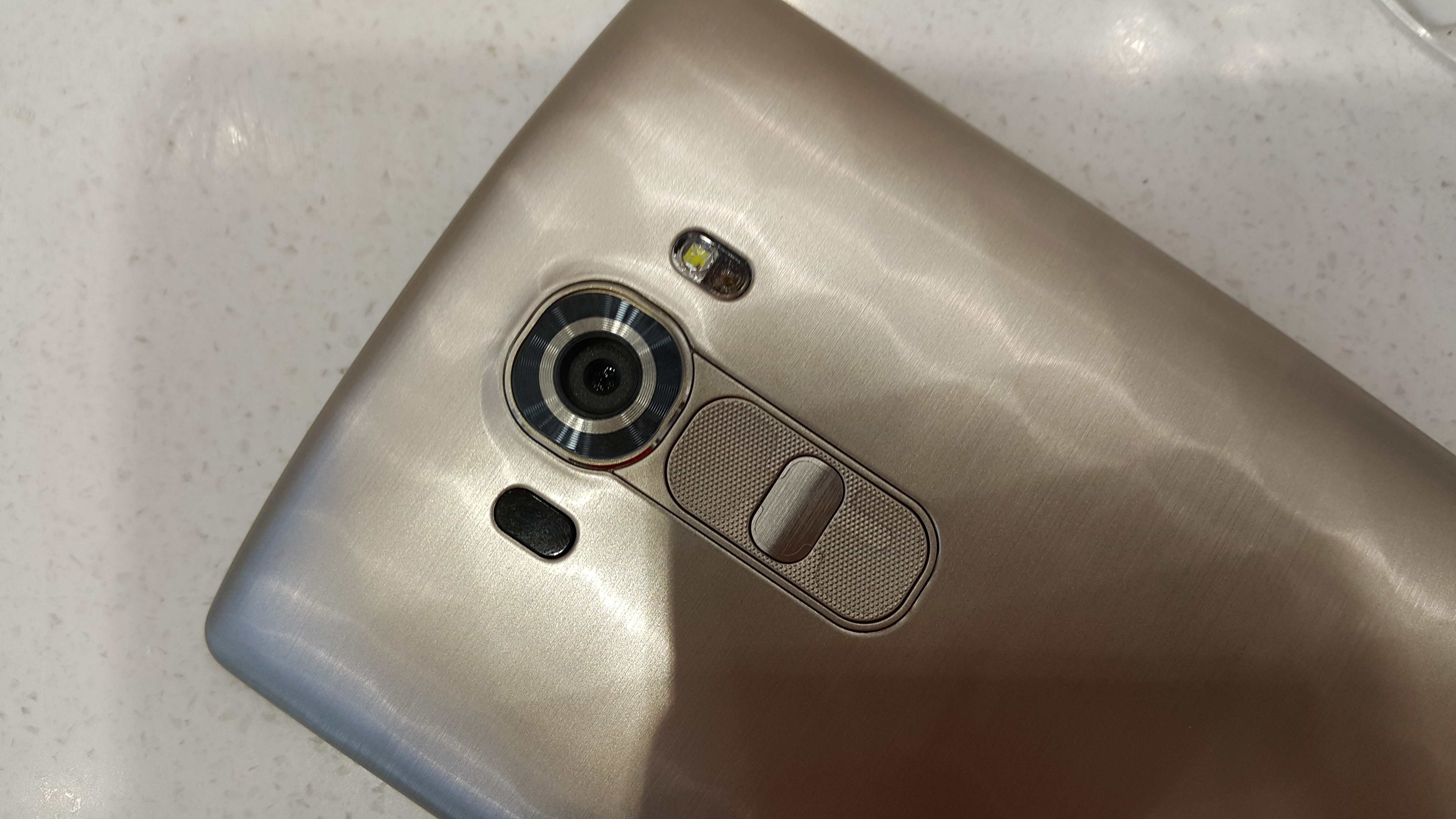
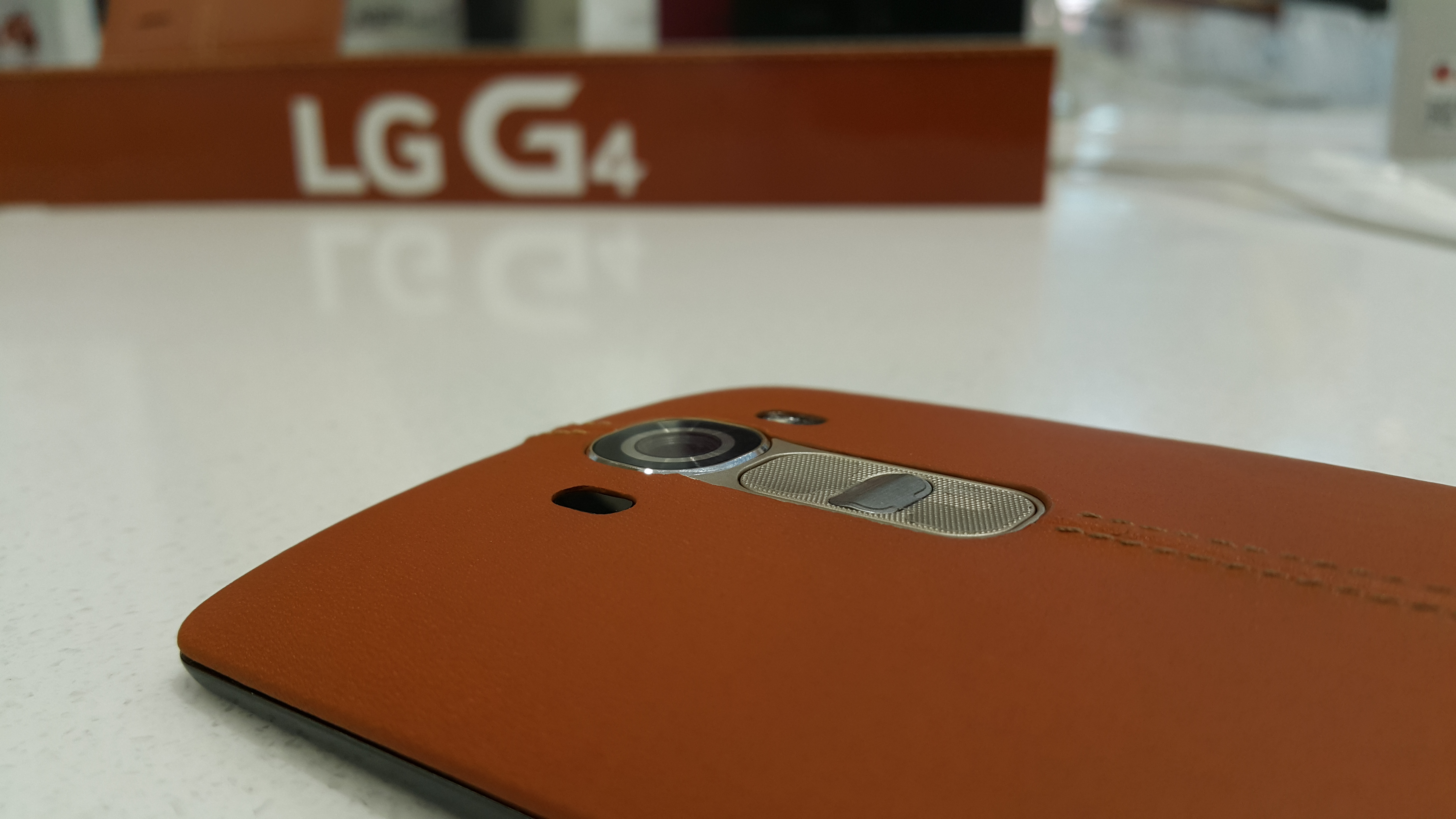
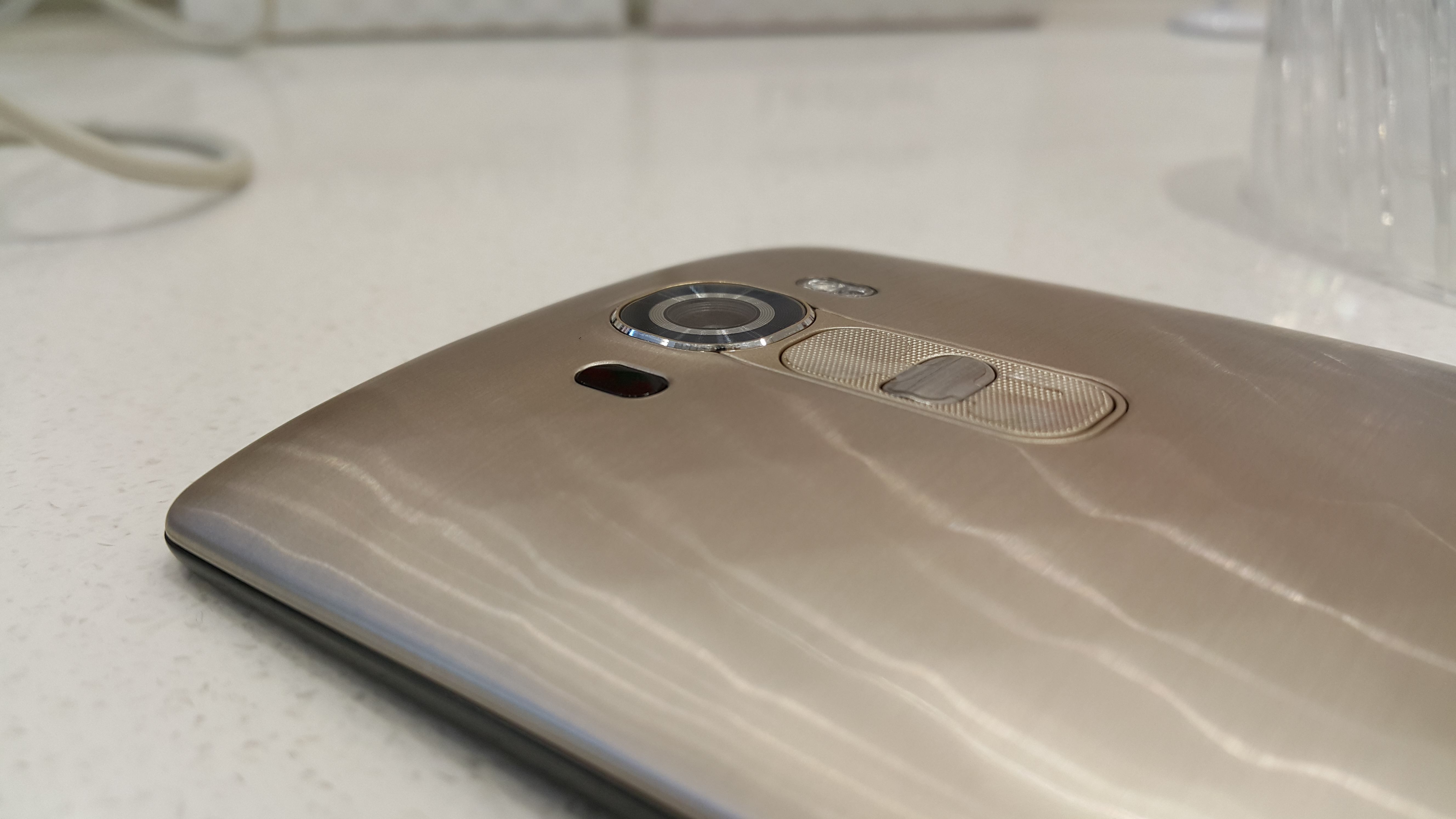